# Тарасенки (Сумская область)
Тарасенки (укр. Тарасенки) — село, Капустинский сельский совет, Липоводолинский район, Сумская область, Украина.
Население по переписи 2001 года составляло 29 человек.
Село указано на специальной карте Западной части России Шуберта 1826—1840 годов

## Географическое положение
Село Тарасенки находится на берегу реки Лозовая, выше по течению на расстоянии в 1,5 км расположено село Александровка (Лебединский район), ниже по течению примыкает село Весёлая Долина. На реке сделана запруда.